# Triplectides pellucens
Triplectides pellucens is een fossiele soort schietmot uit de familie Leptoceridae.